# Càmera tècnica

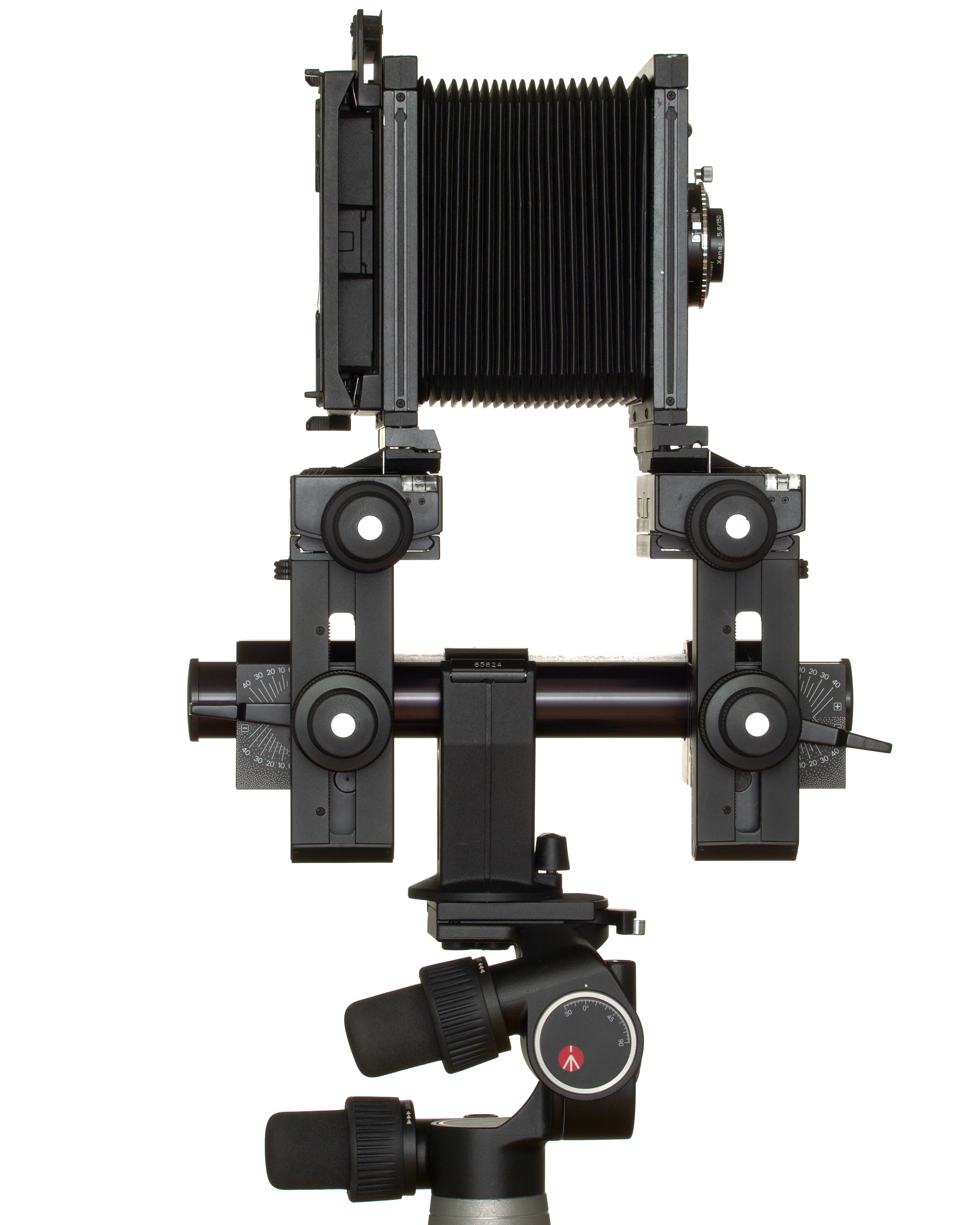
Càmera del model Sinar P2, un exemple de càmera tècnica.

Una càmera tècnica (també anomenada banc òptic, càmera de gran format, càmera de banc o càmera de placa) és un tipus de càmera directament evolucionada de les primeres càmeres de fotografia de la història. S'articula al voltant d'un acordió que uneix l'objectiu amb el pla on, en el cas de la càmera analògica, s'hi disposen les grans plaques emulsionades (9x12 cm). Gràcies a la capacitat mòbil d'aquesta manxa, a més a més, es pot enllaçar els dos muntants situats als seus extrems (davanter i posterior) de manera que ambdós plans puguin moure's sobre un banc òptic situat a sota del dispositiu i que sosté l'estructura. La particularitat d'aquestes càmeres és, així, el fet que permetin fer que l'eix òptic no passi pel centre de la imatge o que no incideixi perpendicularment sobre el seu pla, atorgant al fotògraf el control absolut de la forma de la imatge, de la seva perspectiva i de la seva profunditat de camp.

## Parts d'una càmera tècnica[3]
- Muntant davanter: en aquest s'hi col·loca l'òptica. El seu moviment afecta tant al punt de vista com en l'enfocament de la imatge resultant.
- Acordió: ja sigui de cuir o de materials sintètics, la seva capacitat flexible, mòbil i extensible permet el joc amb els dos muntants alhora que el seu caràcter estanc (doncs s'acopla perfectament als dos extrems) impedeix el pas de la llum entre ambdós elements. El seu interior, amb la finalitat d'evitar qualsevol reflexe o brillantor involuntaris, és negre mat. És possible canviar la seva llargària, tant per fer-la més gran (a partir de la suma de varis acordions) com per reduir-la (substituint-se per un acordió més petit).[2]
- Muntant posterior: en aquest s'hi troba el suport digital o la placa analògica encarregats de recollir la imatge. El seu moviment afecta a la perspectiva de la imatge resultant.
- Carro: és l'element que permet el moviment dels muntants, fet que les distingeix de les càmeres rígides. Generalment les càmeres de gran format en posseeixen 2: un davanter i un posterior, ja siguin amb o sense columnes laterals.
- Rail o banc òptic: és l'element sobre el qual es desplacen els muntants de la càmera tècnica. Sosté tota l'estructura i permet, al igual que l'acordió, prolongacions.
- Objectiu: posseeix un cercle d'imatge més gran que el rectangle del format, fet que possibilita que l'eix òptic no passi pel centre de la imatge o que no incideixi perpendicularment sobre el seu pla. Així, es genera una imatge circular a l'interior de la qual s'hi inscriu el rectangle del format. Pot ocórrer un efecte de vinyetetjat si (a causa dels moviments dels muntants) no es cobreix totalment el rectangle del format. Com més diferència hi hagi entre la grandària del cercle i el tipus de format, més joc es permetrà amb els moviments de la càmera.[2]

## Trets particulars[3]
- Gràcies al joc que permet amb la disposició de l'acordió, no existeix una limitació en la distància d'enfocament.
- Com que permet un gran mida del sensor digital o la placa analògica, els resultats de la imatge són de gran qualitat.
- La posibilitat de moure els muntants permet generar i controlar canvis de perspectiva, profunditat de camp i en ambdues coses alhora.
- Les seves grans dimensions i el seu pes fan que, en general, s'usin trípodes especials per manejar la càmera amb precisió.

## Utilitat
Aquest tipus de càmeres tècniques normalment s'utilitzen per a fotografiar objectes o elements estàtics, paisatges i arquitectura. Té un gran pes en aquesta última ja que el sistema de mobilitat que proporciona la càmera ajuda a corregir les deformacions de perspectives que poden causar els diferents angles de posicionament de la càmera. A més a més, es troben normalment en estudis de fotografia publicitària d'alt nivell professional.